# Matěj Ondra z Leskovce
Matěj Ondra z Leskovce († 18. září 1638 Olomouc) byl český zbojník.

## Život
Byl patrně nejslavnějším zbojníkem z východní Moravy z období třicetileté války. Známý byl také pod přízvisky Ondruška, syn fojta z Leskovce, Ondrášek, Ondrejko, Ondra Jedlička nebo Macek Jedlička či Mikuláš Ondra. Nestal se dědicem fojtství, patrně byl jen druhorozeným synem leskoveckého fojta Ondřeje. Živil se původně jako krejčovský tovaryš v Jablůnce na panství Vsetín.
Zlom v jeho životě nastal v roce 1632, „jak se tehdy na zbojnický chléb dal“. Ke zbojnictví jej svedl Adam Navrátílek z Ratiboře. Postupně, jak rostl jeho věhlas, stal se uznávaným hejtmanem zbojnického bratrstva, v němž byli mimo jiné Pavel Píšťalka z Trnavy na panství Lukov, Jíra Harvančík z Hovězí, Pavel ze Zděchova, Jíra Štětiník jinak Štětínek z Ústí u Vsetína, Mikuláš Skořiců z Vlčkové na panství Lukov, Mikuláš Zárubík jinak Zárubíček z Kašavy, Martin Pastýřek z Kunovic na panství Kelč, Martin Šturmík a další; v roce 1638 se k nim přidal Mikuláš Struhalík z Jasenné u Vizovic. Ondruškovo bratrstvo loupilo především na Hané, v okolí Olomouce, a často číhalo na tzv. Jívovské cestě vedoucí z Olomouce do Slezska v místě nazývaném U velkého obrazu. Na jaře 1638 se usadilo v Hostýnských vrších na panství Kelč, pak se přesunulo k hradu Mírovu, který chtěli zbojníci přepadnout a získat zbraně. Spokojili se nakonec oloupením puškaře v městečku pod hradem, ale při zpátečním útěku na východní Moravu byli postupně pochytáni.
Výčet loupeží a vražd Ondruškovy družiny byl velmi rozsáhlý, samotnému Ondrovi se připisovaly tyto vraždy: u Bruntálu zastřelil nějakého zámožného člověka a obral jej o 200 zlatých, zastřelil nějakého ševce, na jaře 1638 zastřelil spolu s Pastýřkem poblíž hradu Helfštejna vrchnostenského baču Vacka (podle výpovědi Pavla Píšťalky) a podílel se na umučení a oloupení tří mlynářů v Hlubočkách a Hrubé Vodě (což ovšem sám popíral). Vsetínského purkrabího prý nezastřelil.
Matěj Ondra byl polapen na jaře 1638 někde v okolí Lipníka či Hranic u řeky Bečvy. Byl vyslýchán 28. května 1638 v Uherském Hradišti a potom 24. července a 31. srpna 1638 v Olomouci právem suchým i světlým. Byl popraven v Olomouci a to trháním kleštěmi za živa a lámáním v kole.
Příběhem Matěje Ondry z Leskovce byl inspirován muzikál Davida Kříže Zbojník z Hané, uvedený v roce 2021.